# تروریستی خواندن سپاه پاسداران
تروریستی خواندن سپاه پاسداران به قراردادن سپاه پاسداران انقلاب اسلامی در فهرست گروه‌های تروریستی گفته می‌شود. سپاه پاسداران شاخه‌ای از نیروهای مسلح جمهوری اسلامی ایران است.
| سازمان                                | سازمان                                                                           | تعیین‌کنندگان                                                                            |
| ------------------------------------- | -------------------------------------------------------------------------------- | --------------------------------------------------------------------------------------- |
|                                       | سپاه پاسداران انقلاب اسلامی                                                      | - پارلمان اروپا - بحرین - عربستان سعودی - ایالات متحده آمریکا - کانادا - سوئد - لیتوانی |
| نیروی قدس سپاه پاسداران انقلاب اسلامی | - پارلمان اروپا - بحرین - عربستان سعودی - ایالات متحده آمریکا - کانادا - اسرائیل |                                                                                         |

سپاه پاسداران توسط برخی از کشورها در فهرست سازمان‌های تروریستی قرار گرفته است. اولین کشورهایی که سپاه را در لیست تروریستی خود قرار دادند بحرین و عربستان سعودی در اکتبر سال ۲۰۱۸ بودند. همچنین وزارت خزانه‌داری ایالات متحده آمریکا در اکتبر ۲۰۱۷ سپاه پاسداران را در فهرست گروه‌های تروریستی خود قرار داد و دولت آمریکا در ۱۵ آوریل ۲۰۱۹ رسماً نام سپاه پاسداران را وارد لیست سازمانهای تروریستی قراد داد. کانادا نیز در اکتبر همان سال سپاه پاسداران را پس از رای‌گیری در پارلمان به فهرست گروه‌های تروریستی خود وارد کرد.
در ۱۹ ژانویه ۲۰۲۳، نمایندگان پارلمان اروپا به قرار گرفتن سپاه در فهرست گروه‌های تروریستی رأی مثبت دادند.

## ایالات متحده
ایالات متحده آمریکا در تاریخ ۱۵ آوریل ۲۰۱۹ سپاه پاسداران ایران را در لیست گروه‌های تروریستی قرارداد. این نخستین بار است که ایالات متحده واحد نظامی یک دولت را به عنوان یک گروه تروریستی شناخته است. قرار دادن بخشی از نیروی نظامی رسمی یک کشور در فهرست تروریستی، از سوی ایالات متحده حتی در زمان اوج خصومت با شوروی نیز رخ نداده است. پس از وضع تحریم‌های مختلف، این اقدام بزرگ‌ترین اقدام علیه جمهوری اسلامی ارزیابی شد.
- جمعه هفت شهریور (۲۸ اوت) وزارت دادگستری آمریکا با انتشار بیانیه‌ای مسدود شدن سه شرکت ایرانی «مبین اینترنشنال»، «صحار فایول» و «عمان فایول» را اعلام کردِ، این شرکت‌ها در انتقال محموله سوخت سپاه پاسداران که در لیست تروریستی آمریکا قرار دارد، یاری رسانده‌اند.[۱۹]
- سنای ایالات متحده روز ۴ مه ۲۰۲۲ با ۶۲ رای موافق دولت بایدن را از لغو نام تروریستی سپاه پاسداران منع کرد.[۲۰]

قاسم سلیمانی خطرناک‌ترین انسان جهان است، او و سپاه پاسداران را دست‌کم نگیرید.
جان بولتون، مشاور امنیت ملی ایالات متحده آمریکا در یک مصاحبه رادیویی.
۲۱ فروردین ۱۳۹۸

مایک پمپئو، وزیر امور خارجه سابق ایالات متحده، در تاریخ ۸ سپتامبر ۲۰۱۹ اعلام کرد که از این پس سپاه پاسداران انقلاب اسلامی در فهرست گروه‌های تروریستی قرار می‌گیرد. به گفته وی این تصمیم‌گیری در تاریخ ۱۵ آوریل ۲۰۱۹ مصادف با ۲۶ فروردین ۱۳۹۸ اجرایی می‌شود. کنگره این اختیار را به وزیر امور خارجه آمریکا، مایک پمپئو، داده است تا هر سازمان و گروه خارجی را به عنوان یک گروه تروریستی خارجی معرفی کند.
دیگر بندهای این مجوز که از سوی 8 U.S.C.1189 صادر شده، عبارت است از:
"بر اساس این معاهده وزیر در صورتی مجاز است سازمان‌ها و گروه‌های خارجی را در فهرست گروه‌های تروریستی قرار دهد که
الف) سازمان مورد نظر، یک سازمان خارجی باشد.
ب) این سازمان، فعالیت‌های تروریستی داشته باشد (مطابق آنچه که در بندهای 1182(A)(3)(B) این قرارداد تعریف شده است؛ یا با تعاریف بندهای 2656F(D)(۲) در ذیل عنوان ۲۲ مطابق باشد) یا محرز شده باشد که سازمان‌های یادشده، در تحقق اهداف تروریستی و کمک به گروه‌ها و سازمان‌های تروریستی نقش دارند.
ج) فعالیت‌های این سازمان‌های تروریستی، امنیت اتباع ایالات متحده و امنیت کشور آمریکا را با تهدید مواجه کند."
بنا به گفته سخنگوی دولت آمریکابرای هر فرد یا نهادی که با سپاه پاسداران همکاری یا تجارت داشته باشد، مجازات‌هایی در نظر گرفته خواهد شد. وی اعلام کرد که این مجازات‌ها ممکن است شامل ۲۰ سال زندان باشد. مطابق فصل 113B از بخش 23312D§ قوانین ایالات متحده، هرگونه همکاری و عملیات مالی با سازمان‌های تروریستی خارجی، مجازاتی ۱۰ ساله به دنبال دارد.

### واکنش‌ها
پژوهشگر بنیاد دفاع از دموکراسی‌ها بر این باور است که حضور سپاه در سوریه اولین حضور این نهاد نظامی در بیرون از خاک ایران نیست؛ هر چند حمایت از اسد و جنایات جنگی که علیه مردم کشورش مرتکب می‌شود، شاید بارزترین سندی است که ثابت می‌کند سپاه پاسداران، «بزرگ‌ترین تشکل دولتی حامی تروریسم در جهان» است.

#### ایران
شورای عالی امنیت ملی جمهوری اسلامی نیز در تاریخ نوزدهم فروردین ۱۳۹۸، در اقدامی متقابل، فرماندهی مرکزی آمریکا موسوم به سنت‌کام و تمامی نیروهای وابسته به آن را "تروریستی" اعلام کرد. در واکنش به این اقدام ایران، حساب توئیتری فرماندهی ارتش آمریکا تصویری از عبور تیم ۲۲ تفنگداران دریایی این کشور در حال عبور از تنگه هرمز منتشر کرد و در توضیح عکس نوشت «ما همیشه مشغول نظارت و پایش هستیم.»
قرار گرفتن سپاه در فهرست تروریستی آمریکا با واکنش‌هایی از سوی سیاستمداران داخل ایران و فرماندهان سپاه همراه بود. محمدعلی جعفری، از فرماندهان سپاه پاسداران انقلاب اسلامی با واکنش برابر قرار دادن نام سپاه در این لیست اظهار کرد نیروهای آمریکایی در غرب آسیا "دیگر آرامش امروز را نخواهند داشت".
نمایندگان مجلس شورای اسلامی نیز در اقدامی نمادین برای حمایت از سپاه دراقدامی هماهنگ اقدام به پوشیدن یونیفرم‌های یک رنگ سبز سپاه در یک جلسه علنی مجلس کردند.

#### آمریکا
دونالد ترامپ این اقدام را تنها بخشی از "کمپین فشار حداکثری بر جمهوری اسلامی" خواند و در در بیانیه تحریم سپاه گفت: 
«این گام بی‌سابقه که تحت رهبری وزارت خارجه برداشته می‌شود، موید این واقعیت است که [رژیم] ایران نه تنها یک حامی حکومتی تروریسم است، بلکه سپاه پاسداران انقلاب اسلامی فعالانه در تروریسم، به عنوان یک ابزار حکومتداری، مشارکت کرده و آن را تأمین مالی و ترویج می‌کند. سپاه پاسداران ابزار اصلی دولت ایران برای هدایت و اجرای کارزار تروریسم بین‌المللی آن [رژیم] است. این اقدام، گستره و میزان فشار حداکثری ما بر رژیم ایران را به مقدار چشمگیری گسترش خواهد داد. اگر شما با سپاه پاسداران داد و ستد می‌کنید، در حقیقت در حال پشتیبانی مالی از تروریسم هستید.»
مایک پنس معاون رئیس‌جمهوری آمریکا گفت: 
«ما به اقداماتمان برای مقابله با آیت‌الله‌ها در ایران به خاطر فعالیتهای ویرانگرشان ادامه خواهیم داد. ما هم‌زمان در کنار مردم ایران خواهیم ماند؛ مردمی که امسال هم به خیابان می‌آیند (ببینید: تظاهرات ۱۳۹۶ ایران و تظاهرات ۱۳۹۷ ایران). آن‌ها خواستار برقراری آزادی در کشورشان هستند».
مایک پمپئو وزیر خارجه ایالات متحده، در جریان اعلام قرار گرفتن نام سپاه پاسداران در فهرست گروه‌های تروریستی گفت: 
«این کار آمریکا نباید هیچ‌کس را غافلگیر کند. سپاه پاسداران از شماری باجگیر تشکیل شده و نه انقلابی‌ها. حالا و با این اقدام همه می‌فهمند چقدر سپاه پاسداران خود را در اقتصاد ایران تنیده است. سپاه پاسداران ۴۰ سال است خود را به شکل یک بخش نظامی نشان داده درحالیکه از هر راه ممکن برای صدورانقلاب استفاده می‌کند».
پمپئو روز بعد در جریان مصاحبه‌ای گفت از نظر او بین قاسم سلیمانی فرمانده نیروی قدس سپاه پاسداران انقلاب اسلامی و ابوبکر البغدادی رهبر داعش تفاوتی نیست و هر دو تروریست هستند. او همچنین در حاشیه یک جلسه در سنای آمریکا مدعی شد که جمهوری اسلامی ایران با القاعده ارتباط دارد.
برایان هوک نماینده ویژه وزارت خارجه آمریکا در امور ایران، سپاه پاسداران را مسئول بسیاری از سرکوب‌ها، دستگیری‌ها و کشتارها در داخل ایران و تنش‌آفرینی در منطقه دانست. و گفت: 
«اگر به مناطق بی‌ثباتی در خاورمیانه مثل عراق، سوریه، لبنان، یمن یا بحرین نگاه کنید، می‌بینید که سپاه پاسداران در آنجاست. ضمن اینکه در عراق ۶۰۳ نیروی آمریکایی به دست سپاه پاسداران کشته شدند. دستیابی به صلح و ثبات در خاورمیانه بدون از قدرت انداختن سپاه پاسداران و تضعیف رژیم، ممکن نیست.»
جان بولتون مشاور امنیت ملی کاخ سفید در پیامی در توئیتر گفت: 
«با قراردادن سپاه پاسداران انقلاب اسلامی در فهرست گروه‌های تروریستی خارجی که کار درستی بود، باید برای همه خطر حمایت از سپاه پاسداران واضح و مشخص شده باشد. ایران به استفاده از تروریسم برای هدف قرار دادن ایالات متحده، متحدان و شرکای ما، ادامه می‌دهد.» او همچنین گفت نباید سپاه و به ویژه نیروی قدس را، که سلیمانی فرمانده آن است و در سراسر عراق و سوریه ویرانی به بارمی‌آورد دستکم گرفت. وی ارزیابی جیمز استاوریدیس افسر عالیرتبه بازنشسته نیروی دریایی آمریکا را ارزیابی کاملاً درست خواند، استاوریدیس گفته بود «قاسم سلیمانی یکی از خطرناک‌ترین افراد در جهان است».
شماری همچون لیندسی گراهام، تد کروز، تاد یانگ، میت رامنی، تام کاتن، کوین کریمر، سام گریوز، آدام کینزینگر، گای رشنتالر، مایکل مککال و ویلیام هورد از این اقدام پشتیبانی کردند.

## بریتانیا و فرانسه
دو روز بعد در تاریخ ۲۱ فروردین ماه نیروی دریایی فرانسه، نیروی دریایی پادشاهی بریتانیا و نیروی دریایی آمریکا در منطقه، با مسئولیت سنتکام رزمایشی تحت عنوان «نیزه سه‌شاخ آرتمیس ۱۹» در آب‌های خلیج فارس برگزار کردند.

## اسرائیل
بنیامین نتانیاهو، نخست‌وزیر اسرائیل پس از صدور این دستور که دو روز پیش از برگزاری انتخابات اسرائیل انجام شد، توییت کرد که این فرمان ترامپ، انجام یکی دیگر از خواسته‌های مهم وی بوده است.

## پارلمان اروپا
در دی ماه ۱۴۰۱ و به‌دنبال خیزش ۱۴۰۱ در ایران، نمایندگان پارلمان اروپا قطعنامه‌ای ۳۲ بندی در محکومیت جمهوری اسلامی ایران منتشر ساختند و سپاه پاسداران انقلاب اسلامی را سازمانی تروریستی معرفی کردند. پارلمان اروپا از اعضای اتحادیه اروپا نیز درخواست کرد ضمن افزایش حمایت از معترضان در ایران، سپاه پاسداران را در فهرست سازمان‌های تروریستی این اتحادیه قرار بدهند. این اقدام موجب بروز انتقاداتی از پارلمان اروپا شد، برخی اعضای اتحادیه اروپا از جمله جوزپ بورل، مسئول وقت سیاست خارجی اتحادیه اروپا از مخالفان این اقدام هستند.
به گزارش تایمز، وزارت خارجه بریتانیا نیز که از مخالفان این طرح است، «نگران نوع تعریف این مسئله است که چگونه یک سازمان دولتی را می‌توان تروریستی تعریف کرد».

## کانادا
دولت کانادا در ۱۹ ژوئن ۲۰۲۴ اعلام کرد که از این پس سپاه پاسداران را در فهرست سازمان‌های تروریستی طبقه‌بندی خواهد کرد.

## جمعیت در ایران
بر اساس یک نظرسنجی، ۷۰ درصد جمعیت ایران با اقدام دولت‌های غربی در قرار دادن سپاه پاسداران انقلاب اسلامی در فهرست سازمان‌های تروریستی موافق هستند.

## پیامدها
با توجه به نفوذ سپاه پاسداران در اقتصاد ایران، که به علت عدم شفافیت رقم دقیقی وجود نداشته اما چیزی بین ۲۰ تا ۵۰ درصد تخمین زده می‌شود، معامله و تعامل با شرکت‌های وابسته به سپاه پاسداران، از سکوی آمریکا، نه تنها با خطر نقص تحریم که با خطراتی جدی‌تر چون «حمایت از تروریسم» و عقوبتی چون بازداشت، استرداد، یا زندانی شدن افراد مسئول در آمریکا منجر شود. از همین روی این اقدام مانعی جدی‌تر از قبل بر سر معامله با ایران را ایجاد می‌کند چرا که هر معامله ای می‌تواند در نهایت منجر به روبرو شدن شرکت یا فرد مربوط با سپاه شود.
با توجه به سابقه تنش میان قایق‌های سپاهی و نیروی دریایی آمریکا و با در نظر گرفتن اینکه در موازین ایالات متحده مذاکره با تروریست‌ها جایی ندارد، درصورت اتفاق افتادن تقابل مجدد با قایق‌های سپاه، دیگر نیروی دریایی آمریکا نمی‌تواند با هشدار صرف به قایق‌های فوق مماشات کند و از آنجایی که عدم پاسخگویی از سوی ایالات متحده موضوعی حیثیتیست و با توجه به عدم وجود امکان برای مذاکره، از این جهت احتمال وقوع درگیری و جنگ بین طرفین بالا می‌رود. یکی از دلایل عمده مخالفت پنتاگون با این اقدام ریاست جمهوری وقت، دونالد ترامپ، نیز همین مسئله ارزیابی شد.
این حرکت ایجاد سازوکار مالی اروپا را که چندان نیز کارآمد نبود ضعیفتر کرد.
این اقدام احتمال اجرایی شدن لوایحی چون اف ای تی اف (گروه ویژه اقدام مالی) و کنوانسیون پالرمو (کنوانسیون مبارزه با جرائم سازمان‌یافته فراملی) و اجرایی شدن سی اف تی (کنوانسیون مقابله با تأمین مالی تروریسم) در ایران را به حداقل رساند.